# Jorge Alberto Pardal
Jorge Alberto Pardal (Guaymallén, 1947-Mendoza, 21 de marzo de 2013) fue un arquitecto y político argentino del Partido Justicialista, que se desempeñó como senador nacional por la provincia de Mendoza entre 2001 y 2003.
Esposo de María Antonieta Vidal, tuvo 3 hijos Alejandra, Santiago y Guillermo.

## Biografía
Nacido en Guaymallén (Mendoza) en 1947, se recibió de arquitecto en la Universidad de Mendoza en 1973. En sus primeros años de carrera, fue director de obra en distintas empresas constructoras.
Su primer cargo público fue el de presidente del Instituto de Planificación Urbana y Medio Ambiente de la provincia de Mendoza, siendo luego designado subsecretario de Obras y Servicios Públicos del gobierno provincial en 1987.y, más tarde, presidente del consejo provincial de Obras Públicas.
En 1989 fue designado presidente de la Dirección Provincial de Vialidad y, al año siguiente, de Obras Sanitarias Mendoza Sociedad del Estado. En 1991, fue elegido intendente del Departamento Guaymallén, siendo reelegido sucesivamente en 1995 y 1999. Miembro del Partido Justicialista (PJ), en 1995 fue elegido presidente del PJ de Guaymallén y en 1997, del PJ de la provincia de Mendoza. En 2000 protagonizó un accidente automovilístico, debiendo permanecer internado temporalmente por sus heridas.
En las elecciones legislativas de 2001, fue elegido senador nacional por Mendoza, correspondiéndole un mandato de dos años hasta 2003. Fue vocal en las comisiones de Infraestructura, Vivienda y Transporte; de Industria y Comercio; de Minería, Energía y Combustibles; de Asuntos Administrativos y Municipales; y de Turismo; entre otras. Además, fue representante de Argentina en el Parlamento Latinoamericano.
En 1999 intentó postularse a la gobernación de Mendoza y, previo a las elecciones provinciales de 2003, se enfrentó en las internas del PJ al precandidato Guillermo Amstutz, quien resultó elegido. En 2007 volvió a postularse a la intendencia de Guaymallén, sin ser elegido.
Durante la presidencia del Senado de Julio Cobos (2007-2011), se desempeñó como director de Obras y Servicios de la cámara alta. Trabajó en la restauración del Salón Azul del Palacio del Congreso de la Nación Argentina, siendo reconocido por la labor.
Falleció en la ciudad de Mendoza en marzo de 2013 a los 66 años, a causa de una infección pulmonar.